# 刘宏 (工人)
刘宏（1970年3月—），女，满族，北京密云人，首钢技术研究院用户技术研究所高级焊工，全国劳动模范。
1988年，刘宏高考落榜，前往首钢做技术工人。2011年，进入入首钢技术研究院工作。2012年，被选为中共十八大代表。2017年，被选为中共十九大代表。